# Sudden Death
Sudden Death — песня американской треш-метал-группы Megadeth, написанная Дэйвом Мастейном. Композиция была специально написана для игры Guitar Hero: Warriors of Rock, которая вышла 28 сентября 2010 года в Северной Америке. «Sudden Death» вышла на iTunes 24 сентября, а 28-го числа лейбл Roadrunner Records выложил песню для прослушивания на своей официальном сайте. Это первый сингл Megadeth с вернувшимся в состав бас-гитаристом Дэвидом Эллефсоном.

## Информация о сингле
В феврале 2010 года было объявлено, что Megadeth работают над секретной ещё не названной песней. В начале марта было объявлено, что после долгих споров и размышлений у песни появилось название — «Sudden Death» («внезапная смерть»). Несколькими месяцами позже было подтверждено, что песня написана специально для видеоигры Guitar Hero: Warriors of Rock, в которой она будет занимать ведущее место. Перед выпуском Мастейн в рекламных целях сыграл «Sudden Death» в Guitar Hero на высоком уровне сложности.
Сама игра получила смешанные, хотя, по большей части, положительные отзывы. Тем не менее, вклад Megadeth отметили многие, отмечая, в частности, что «Sudden Death» — одна из «самых сложных песен в истории франчайзинга».
На обложке к синглу изображен падающий с неба маскот группы Вик Раттлхэд, не сумевший раскрыть ангельские крылья.

## Участники записи
- Дэйв Мастейн — гитара, вокал
- Крис Бродерик — гитара
- Дэвид Эллефсон — бас-гитара
- Шон Дровер — барабаны
- Соло — Мастейн, Бродерик
- Текст и музыка — Мастейн